# Tour de France 1970
Tour de France 1970 var den 57. udgave af Tour de France og fandt sted fra 27. juni til 19. juli 1970. Løbet bestod af 23 etaper på i alt 4.366 kilometer, kørt med en gennemsnitsfart på 35.589 km/t 
Mogens Frey vandt 9. etape, og fik dermed den første danske Tour-etapesejr.

## Podieplaceringer
De tre øverst placerede i løbet var i rækkefølge:
1. Eddy Merckx (BEL)
2. Joop Zoetemelk (HOL)
3. Gösta Pettersson (SVE)